# Флоренс (Орегон)
Флоренс (англ. Florence) — місто (англ. city) в США, в окрузі Лейн штату Орегон. Населення — 9396 осіб (2020).

## Географія
Флоренс розташований за координатами 43°59′30″ пн. ш. 124°6′23″ зх. д. / 43.99167° пн. ш. 124.10639° зх. д. (43.991632, -124.106456).  За даними Бюро перепису населення США в 2010 році місто мало площу 15,19 км², з яких 13,71 км² — суходіл та 1,48 км² — водойми.

## Демографія
Згідно з переписом 2010 року, у місті мешкало 8466 осіб у 4226 домогосподарствах у складі 2374 родин. Густота населення становила 557 осіб/км².  Було 5103 помешкання (336/км²).
Расовий склад населення:
| - 92,5 % — білих - 1,3 % — корінних американців - 1,0 % — азіатів - 0,3 % — вихідців з тихоокеанських островів - 0,3 % — чорних або афроамериканців - 1,4 % — осіб інших рас |

До двох чи більше рас належало 3,2 %. Частка іспаномовних становила 5,4 % від усіх жителів.
За віковим діапазоном населення розподілялося таким чином: 13,9 % — особи молодші 18 років, 49,7 % — особи у віці 18—64 років, 36,4 % — особи у віці 65 років та старші. Медіана віку мешканця становила 57,0 року. На 100 осіб жіночої статі у місті припадало 86,4 чоловіків;  на 100 жінок у віці від 18 років та старших — 83,1 чоловіків також старших 18 років.
Середній дохід на одне домашнє господарство  становив 47 428 доларів США (медіана — 33 950), а середній дохід на одну сім'ю — 57 663 долари (медіана — 46 114). Медіана доходів становила 32 950 доларів для чоловіків та 28 914 долари для жінок. За межею бідності перебувало 14,2 % осіб, у тому числі 34,4 % дітей у віці до 18 років та 5,4 % осіб у віці 65 років та старших.
Цивільне працевлаштоване населення становило 2701 осіб. Основні галузі зайнятості: освіта, охорона здоров'я та соціальна допомога — 24,3 %, мистецтво, розваги та відпочинок — 16,8 %, роздрібна торгівля — 15,3 %.